# Lagopus lagopus

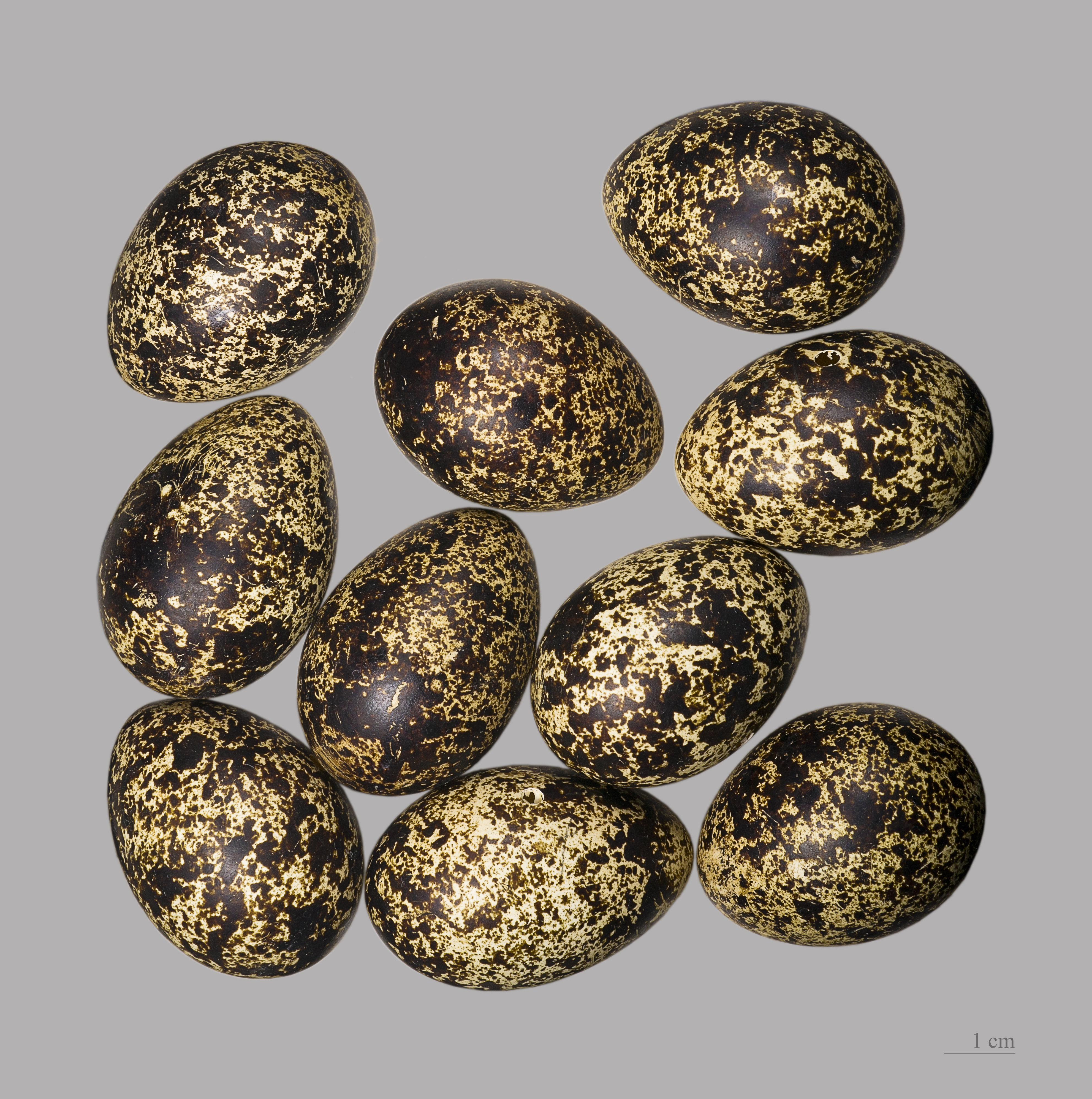
Uova di Lagopus lagopus lagopus

La pernice bianca nordica (Lagopus lagopus) o lagopo è un uccello della famiglia dei Phasianidae. Chiamato in America willow ptarmigan, è il simbolo dell'Alaska, viene cacciato per la sua carne.

## Caratteristiche
Lungo circa 35 cm a cui si aggiungono altri 10 di coda, mentre le femmine sono di dimensioni ridotte, si nutre di germogli, bacche essiccate, foglie, insetti e semi.

## Distribuzione
La pernice bianca nordica vive in alcune aree di Norvegia, Svezia, Finlandia, Russia europea, Siberia, Alaska e Canada, mentre in alcune regioni della Scozia vive una particolare sottospecie.